# Xochiapulco (kommun)
Xochiapulco är en kommun i Mexiko.   Den ligger i delstaten Puebla, i den sydöstra delen av landet, 160 km öster om huvudstaden Mexico City.
Följande samhällen finns i Xochiapulco:
- Xochiapulco
- Atzalán
- Yautetelco
- Cuautamanis
- La Manzanilla
- Ixehuaco
- Primera Sección
- Ignacio Zaragoza
- San José